# گرنتس

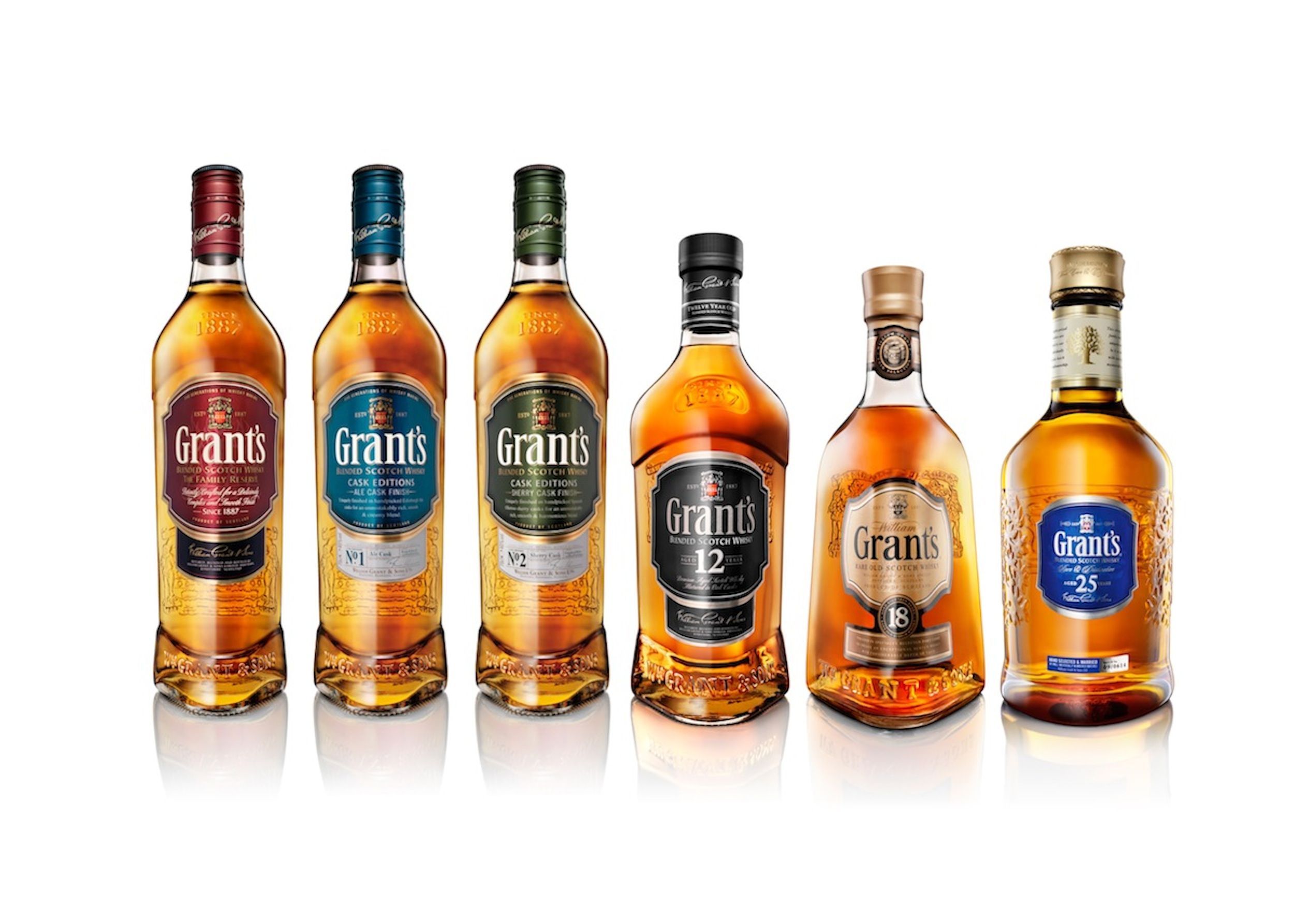
رنج کامل ویسکی گرنتس

گرنتس (به انگلیسی: Grant's) از انواع ویسکی‌های قدیمی اسکاتلندی است که بیش از ۱۲۰ سال سابقه تولید دارد. این ویسکی از سال ۱۸۸۶ میلادی به طور رسمی تولید می‌شود.
این ویسکی به خاطر بطری سه‌گوش آن معروف است. همچنین گرنتس سومین ویسکی اسکاتلندی پرفروش جهان است.

## بطری
در سال ۱۹۵۷ اولین بطری سه‌گوش را به فروش رساند.
طراح این بطری هانس شلگر یک پناهنده از آلمان نازی بود. از او خواسته شد تا یک بطری طراحی کند که کیفیت و ظرافت ویسکی گرنتس را نمایش دهد.